# Kurow
Kurow is een kleine plaats in de regio Otago op het Zuidereiland van Nieuw-Zeeland. De naam Kurow komt waarschijnlijk van het verengelsen van de Māori naam voor de naastgelegen berg; Te Kohurau.